# به من سخت نگیر
به من سخت نگیر (انگلیسی: Easy on Me) ترانه‌ای از خواننده-ترانه‌سرا بریتانیایی، ادل است که به‌عنوان تک‌آهنگ آغازین از چهارمین آلبوم استودیویی‌اش ۳۰ در اکتبر ۲۰۲۱ منتشر شد.